# قنطوریون (سرده)
قنطوریون (نام علمی: Centaurium) نام یک سرده از تیره جنطیانیه است.